# Strenger Tunnel
Der 5851 Meter lange Strenger Tunnel (nicht Strengener Tunnel, was ein typischer Fehler ist) ist ein zweiröhriger Tunnel im Zuge der S16 Arlberg Schnellstraße und war der letzte Bauabschnitt dieser Schnellstraße. Er dient als Umfahrung für die Gemeinde Strengen am Arlberg, durch die bis zur Fertigstellung des Tunnels der ganze Schwerverkehr zwischen Vorarlberg und Tirol rollte.
Der Tunnel wurde nach der Neuen Österreichischen Tunnelbauweise errichtet. Die Verkehrsfreigabe für beide Röhren war für Dezember 2005 geplant, verzögerte sich aber nach dem Hochwasserereignis vom 22./23. August 2005: Die Rosanna hatte sowohl Teile der B171 als auch der Arlbergbahn weggespült, so dass die Straßen- und Bahnverbindung zwischen Tirol und Vorarlberg unterbrochen waren. In der Folgezeit wurde die Südröhre provisorisch fertiggestellt, um die Verbindung zumindest vorläufig wieder herzustellen. Die Nordröhre wurde am 16. Dezember 2005 für den Verkehr freigegeben und zunächst im Gegenverkehr betrieben, während die Bauarbeiten an der Südröhre weitergingen. Am 2. Juni 2006 konnte auch die Südröhre dem Verkehr übergeben werden.